# Lista de museus de Gotemburgo
A cidade sueca de Gotemburgo dispões de vários museus, com foco não só na arte e cultura, mas também na natureza, no mar e na navegação. No que respeita à pintura, há que destacar o Museu de Arte de Gotemburgo, onde se podem apreciar obras de grandes artistas nórdicos, como Edvard Munch, Carl Larsson e PS Kröyer.

## Museus mais visitados de Gotemburgo
| Imagem | Instituição                             | Caráter da instituição | Fundação | Tipologia                                        |
| ------ | --------------------------------------- | ---------------------- | -------- | ------------------------------------------------ |
|        | Museu de Arte de Gotemburgo             | Público                | 1923     | Artes visuais                                    |
|        | Museu da Cidade de Gotemburgo           | Público                | 1996     | Acervo temático                                  |
|        | Museu de História Marítima              | Público                | 1933     | Acervo temático                                  |
|        | Museu de História Natural de Gotemburgo | Público                | 1923     | Ciências (zoologia)                              |
|        | Museu da Cultura Mundial                | Público                | 2004     | Acervo temático                                  |
|        | Casa de Arte da Röda Sten               | Público                | 1996     | Museu de arte, com grafitos livres nas traseiras |
|        | Museu Röhsska                           | Público                | 1916     | Artes visuais                                    |
|        | Konsthall                               | Público                | 1923     | Artes visuais                                    |
|        | Universeum                              | Público                | 2001     | Museu de ciência popular, com animais e aquário  |
|        | Maritiman                               | Público                | 1987     | Museu de navios                                  |

FONTES
- Museer - Göteborgs Stad
- Museum - Göteborgs Tusristbyrån
- Museer - Göteborg - TripAdvisor

## Lista de museus de Gotemburgo
- Aeroseum - Aeroseum
- Antikmuseet
- Barken Viking
- Elyseum
- Göteborgs konstmuseum - Museu de Arte de Gotemburgo
- Göteborgs Konsthall - Konsthall
- Göteborgs Maritima Centrum
- Göteborgs Naturhistoriska Museum - Museu de História Natural de Gotemburgo
- Göteborgs Stadsmuseum - Museu da Cidade de Gotemburgo
- Hasselblad center - Centro de Exposições da Hasselblad
- Idrottsmuseet, Göteborg
- Kortedala museum, 2 rum och kök
- Kvibergs Militärhistoriska Museum
- Maritiman - Centro Marítimo de Gotemburgo
- Medicinhistoriska museet, Göteborg
- Ostindiefararen Götheborg
- Psykiatrimuseet, Göteborg
- Röda Sten konsthall - Casa de Arte da Röda Sten
- Röhsska Museet - Museu Röhsska
- Radiomuseet, Göteborg
- Sjöfartsmuseet, Göteborg - Museu de História Marítima
- Universeum - Universeum
- Volvomuseet
- Världskulturmuseet - Museu da Cultura Mundial

FONTES
- Museer - Göteborgs Stad
- Museum - Göteborgs Tusristbyrån
- Museer - Göteborg - TripAdvisor
- Upptäck Göteborgs bästa museer - Thatsup